# Cantonul Saint-Bonnet-de-Joux
Cantonul Saint-Bonnet-de-Joux este un canton din arondismentul Charolles, departamentul Saône-et-Loire, regiunea Burgundia, Franța.

## Comune
| Comune               | Populație (1999) | Cod poștal | Cod INSEE |
| -------------------- | ---------------- | ---------- | --------- |
| Beaubery             | 357              | 71220      | 71025     |
| Chiddes              | 73               | 71220      | 71128     |
| Mornay               | 164              | 71220      | 71323     |
| Pressy-sous-Dondin   | 71               | 71220      | 71358     |
| Saint-Bonnet-de-Joux | 841              | 71220      | 71394     |
| Sivignon             | 202              | 71220      | 71524     |
| Suin                 | 304              | 71220      | 71529     |
| Verosvres            | 402              | 71220      | 71571     |